# Referendo sobre a reforma do Estatuto de Autonomia da Andaluzia
No dia 18 de Fevereiro de 2007 realizou-se um referendo constitucional sobre o novo estatuto da Andaluzia. Este estatuto já fôra aprovado pelo Senado e pelo Congresso de Deputados. Apesar da abstenção ser muito elevada, o referendo foi, apesar de tudo e uma vez que não existe por lei um mínimo de participação estipulado, a proposta de autonomia foi facilmente aprovada.
| Questão          | Número de Votos | % de Votos Válidos               |
| ---------------- | --------------- | -------------------------------- |
| Sim              | 1.899.860       | 87,45%                           |
| Não              | 206.001         | 9,48%                            |
| Boletins Brancos | 66.670          | 3,07%                            |
| Boletins Nulos   | 20.966          | 0,96% (do total de votos)        |
| Afluência        | 2.193.497       | 36,28% (dos eleitores inscritos) |

## Ligação externa
- Novo Estatuto de Autonomia da Andaluzia (em castelhano)